# Josefa Masegosa Gallego
Josefa Masegosa Gallego (Oria, Almería, 1957) es una astrónoma española, investigadora científica del CSIC en el Instituto de Astrofísica de Andalucía (IAA).

## Biografía
Estudió en la Facultad de Ciencias de la Universidad de Granada donde se licenció en Ciencias Físicas en 1981. Posteriormente realizó un máster de ciencias, con especialidad en Astronomía, en la Universidad de Sussex (Reino Unido) y, en 1988, obtuvo un doctorado en Ciencias Físicas en la Universidad de Granadacon la tesis Condiciones físicas de la formación estelar en galaxias: de regiones HII gigantes a galaxias HII.
Fue Investigadora Principal de 6 proyectos de investigación financiados por el Plan Nacional o planes regionales de investigación y de dos proyectos internacionales financiados con fondos europeos. Ha participado en diferentes Comités de gestión de la Investigación, entre los que destacan la vocalía en la Comisión del Área de Ciencia y Tecnología Físicas del CSIC, entre 1992 y 1994; en la actualidad es representante de dicha área en la Comisión de Mujeres y Ciencia del CSIC.
La actividad profesional la ha compartido entre la astrofísica y los estudios de Mujeres y Ciencia. En el campo de la Astrofísica, cuyo tema principal de interés es el estudio de los mecanismos responsables del encendido de la Formación Estelar Violenta, Estudios Multifrecuencia, Formación y Evolución de Galaxias, Cartografiados extragalácticos y eventualmente de la Actividad Nuclear en las galaxias. Ha publicado 97 artículos en revistas del Scil, que acumulan más de 3000 citas y ha participado en más de 50 congresos internacionales, publicando un total de 70 contribuciones. En el campo de Mujeres y Ciencia, ha publicado una decena de artículos sobre astrónomas, visibilizando a las astrónomas tanto históricas como actuales; ha impartido numerosas conferencias y organizado diferentes eventos de difusión del papel de la Mujer en la Ciencia. Cabe destacar la coordinación del programa de la UNED para TVE "Mujeres en las Estrellas" emitido por el canal 2. Ha sido cofundadora del nodo AMIT-Andalucía en 2012, ocupando los cargos de vocal y coordinadora para Granada-Jaén-Almería hasta 2013 e vicepresidenta.
Es investigadora científica del CSIC en el Instituto de Astrofísica de Andalucía (IAA) donde ocupó diferentes cargos de responsabilidad: representante del personal científico, jefa del Departamento de Astronomía Extragaláctica, Vicedirectora de Asuntos Tecnológicos.

## Premios y reconocimientos
- 2018: Premio Mujeres en la Ciencia, en su primera edición de premios «Granada Ciudad de la Ciencia y la Innovación».[7][8]
- 2022: Premio Mariana Pineda de Igualdad.[9]
- 2023: Premio al Espíritu Universitario y Valores Humanos.[10]